# Changchun Yatai
Changchun Yatai is een Chinese voetbalclub uit Changchun. De club werd in 1996 opgericht. In 2007 werd Changchun Yatai landskampioen. In 2018 degradeerde de club maar promoveerde twee jaar later weer naar het hoogste niveau.

## Erelijst
- Landskampioen

2007
- Jia League

2020
- Jia B League

2003

## Naamsveranderingen
- 1996: oprichting club onder de naam Changchun Yatai
- 2000: fusie met PLA Chaoneng onder de naam Changchun Yatai Xiongshi
- 2001: Changchun Yatai
- 2003: Changchun Jinlai Yatai
- 2004: Changchun Yatai

Beijing Guoan · 
Cangzhou Mighty Lions ·
Changchun Yatai ·
Chengdu Rongcheng ·
Henan · 
Meizhou Hakka · 
Nantong Zhiyun · 
Qingdao Hainiu ·
Qingdao West Coast ·
Shandong Taishan · 
Shanghai Shenhua ·
Shanghai Port ·
Shenzhen Peng City ·
Tianjin Jinmen Tiger · 
Wuhan Three Town
Zhejiang